# Simfonia núm. 2 (Khatxaturian)
La Simfonia núm. 2 en mi menor és una de les peces musicals més conegudes del compositor armeni Aram Khatxaturian. Acabat el 1944, va rebre el sobrenom de La campana o Simfonia amb campanes del musicòleg Gueorgui Khubov pel seu motiu de la campana que comença i acaba la peça. L'estrena va tenir lloc el 30 de desembre de 1943 al Conservatori de Moscou, amb l'Orquestra Simfònica Estatal de l'URSS i el director Boris Khaikin. Una actuació típica dura uns 50 minuts.

## Antecedents
Escrita durant l’apogeu de la Segona Guerra Mundial, la segona simfonia de Khatxaturian il·lustra el dolor que la humanitat i el mateix compositor van sentir aleshores. El compositor va descriure la peça com "un rèquiem d'ira, un rèquiem de protesta contra la guerra i la violència". També va dir que "encarnava tot el que la gent pensa i sent avui". Va ser escrit per al 25è aniversari de la Revolució Russa. Els crítics n'han dit: "La campana té 50 minuts de potència implacable, i aquells moments en què creieu que és implacable són simplement possibilitats perquè Khatxaturian recarregui el tanc IS-3 que és la seva orquestra". Tot i que Khatxaturian només va trigar dos mesos a escriure, el compositor la revisaria moltes vegades més.
L'estrena als Estats Units de la simfonia va ser feta per Leonard Bernstein i una orquestra especial reunida només per a l’ocasió al Carnegie Hall el 13 d’abril de 1945. Tots els músics que actuaven van dedicar el seu servei als orfes de guerra de Stalingrad, on també es va donar la recaptació del concert.

## Estructura
La simfonia està escrita per a flautí, dues flautes, dos oboès, corn anglès, dos clarinets, clarinet baix, dos fagots, quatre trompes, tres trompetes, tres trombons, tuba, timbals, tambor militar, plats, tam-tam, bombo, campanes, xilòfon, arpa, piano i cordes.
Durant una de les nombroses revisions de la simfonia, Khatxaturian va canviar de lloc dels dos moviments interiors. A continuació es mostra l'ordre actual:
1. Andante maestoso
2. Allegro risoluto
3. Andante sostenuto
4. Andante mosso - allegro sostenuto. Maestoso

El primer moviment comença amb un motiu de campana que dona el sobrenom a la simfonia, "però immediatament cau en l'estil Technicolor, amb gust armeni, familiar del ballet Spartacus de Khatxaturian", escriu James Reel. "Es desenvolupa una secció trista, portada principalment per les cordes, i es posa en contrast repetidament amb el gest alarmant del compassos d'obertura del moviment. Malgrat passatges de gran dramatisme, el moviment acaba amb un esvaniment llarg i gradual". L’Allegro risoluto, de vegades el segon i de vegades el tercer moviment, és molt rítmic i avança amb variacions. Aquest moviment és molt menys sinistre i té més vida que els altres moviments. Khatxaturian va dir que la vida "descansa després d'un treball dur". L'Andante sostenuto és el moviment més tràgic de tota la simfonia, la part de la peça que més s'assembla a un rèquiem. El seu ambient de marxa fúnebre prové d’una melodia popular armènia. Aquí, el clímax s’assoleix amb el tema de la campana. No obstant això, el compositor va escriure sobre l'Andante: "M'agradaria que els oients no cerquessin il·lustracions concretes d'una sèrie de quadres de patiments sobrehumans causats al poble soviètic pels monstres nazis. Però no puc evitar admetre que, mentre escrivia l'Andante, vaig veure aquelles vistes horribles davant la meva ment". El crític soviètic Khubov, que va donar el sobrenom a la simfonia, va escriure sobre l'últim moviment:
Al quart moviment ... l'exultació és el sentiment. Les fanfarres penetrants obren la secció. El metall expulsa allò que potser es descriu adequadament com un "Cor de metall de glòria". Alguns fragments més suaus segueixen amb ressons de temes anteriors. Llavors, s'aconsegueix un gran clímax com a "tema de la campana" i el "Corus de metall" emet una idea simbòlica del triomf.

## Discografia seleccionada
- Orquestra Filharmònica de Bucarest - George Georgescu. Melodiya, 1958.
- Royal Scottish National Orchestra - Neeme Järvi. Records Chandos, 1992.
- Orquestra Simfònica Estatal de la URSS - Aram Khachaturian. Coliseu, 1953.
- Orquestra Filharmònica de Viena - Aram Khachaturian. Decca London, 1962.
- Orquestra Simfònica de la Ràdio de Moscou - Natan Rakhlin. MGM, 1959.
- Simfonia de l’aire: Leopold Stokowski. United Artists, 1961 (USLP 0006).
- Orquestra Filharmònica d’Armènia - Loris Tjeknavorian. ASV, 1993.[8]
- Orquestra Filharmònica Russa - Dmitry Yablonsky. Naxos, 2016